# Deutsch Kaltenbrunn
Deutsch Kaltenbrunn (ungerska: Némethidegkút) är en köpingskommun i förbundslandet Burgenland i Österrike. Kommunen har 1 730 invånare (2024), på en yta av 24,19 km².
Kommunen består av två orter (Ortschaften) (inom parentes invånarantal 1 januari 2024):
- Deutsch Kaltenbrunn (1 185)
- Rohrbrunn (545)